# 戈洛韋齊科 (舊桑博爾區)
49°18′30″N 22°53′26″E / 49.30833°N 22.89056°E
戈洛韋齊科（烏克蘭語：Головецько），是烏克蘭西部的村莊，隸屬利維夫州的桑比爾區。該村始建於1515年，面積3.52平方公里，海拔高度492米，2021年人口1,100。